# 弦楽四重奏曲第15番 (ショスタコーヴィチ)
弦楽四重奏曲第15番変ホ短調Op.144は、旧ソ連の作曲家、ショスタコーヴィチの書いた、最後の弦楽四重奏曲である。1974年に作曲された。

## 初演
1974年11月15日にレニングラードでタネーエフ弦楽四重奏団によって初演された。

## 曲の構成
ショスタコーヴィチの死の前年に作曲されたこの曲は、6つの標題の付いたアダージョを切れ目なく演奏するという特異な構成をしている。特に第2楽章の冒頭では、十二音全てを一音ずつ、弱音から強音まで全音符で奏でるという珍しい構成となっている。第1楽章と第6楽章の中間部を除いて全て変ホ短調のみで書かれている。第1楽章ではシューベルトの弦楽四重奏曲第14番のモチーフが現れる。楽章配置は以下のとおり。
- 第1楽章：エレジー（Adagio）
- 第2楽章：セレナード（Adagio）
- 第3楽章：間奏曲（Adagio）
- 第4楽章：ノクターン（Adagio）
- 第5楽章：葬送行進曲（Adagio molto）
- 第6楽章：エピローグ（Adagio - Adagio molto）

演奏時間は約35分。

## 編成
- 第1ヴァイオリン
- 第2ヴァイオリン
- ヴィオラ
- チェロ